# Kreuzschuh
Kreuzschuh (bambergisch: Greutschi)  ist ein Gemeindeteil der Gemeinde Stegaurach im oberfränkischen Landkreis Bamberg in Bayern.

## Geografie
Das Dorf liegt circa acht Kilometer südwestlich von Bamberg an einem namenlosen Zufluss der Aurach, der im südlich gelegenen Spitalholz entspringt. Der Altort liegt im Westen, östlich schließt sich, etwas abgesetzt, ein Siedlungsgebiet an. Ortsverbindungsstraßen führen nach Erlau, Mühlendorf und Hartlanden.
Nachbarortschaften sind Erlau und Mühlendorf im Norden, Hartlanden und Stegaurach im Osten, Oberharnsbach im Süden. Im Westen grenzt es an den Birkacher Wald.

## Geschichte
Der ehemalige Gemeindeteil von Hartlanden wurde im Jahr 1959 in die Gemeinde Mühlendorf umgegliedert, die am 1. Januar 1978 im Zuge der Gemeindegebietsreform zur Gemeinde Stegaurach kam.

## Einwohnerentwicklung
Durch Neubauten und Zuzüge hat sich Kreuzschuh seit Ende der 1990er Jahre leicht vergrößert.
- 1904: 143
- 1950: 129
- 1987: 166
- 2000: 192
- 2005: 209
- 2010: 204
- 2013: 202
- 2020: 185

## Vereinsleben
Der Verein Kreuzschuher Runde e. V. errichtete eine Kapelle zu Ehren der heiligen Kunigunde. Sie wurde im Jahre 2000 eingeweiht.